# Andrena yukawai
Andrena yukawai is een vliesvleugelig insect uit de familie Andrenidae. De wetenschappelijke naam van de soort is voor het eerst geldig gepubliceerd in 2004 door Tadauchi & Xu.